# 奧特朗托海戰 (1917年)
奧特朗托海戰是1917年5月15日，同盟國與協約國在亚得里亚海爆發的衝突。
1916年，協約國在奧特朗托海峽建立了固若金湯的海閘封鎖線，英國、法國和義大利部署艦隊保護基地，美國則提供空軍支援，具體軍力如下:16艘巡洋艦(12艘義大利籍，4艘英國籍)、英法義聯軍的50艘巡洋艦、20艘潛艇(英法各7艘，義大利6艘)及美國等國提供的220座戰機，海灣前部署2000顆地雷和36艘美國潛艇獵人、40艘摩托艇和一艘遊艇。這種軍力在當時相當可觀，實際上，防衛海閘封鎖線的艦隊就比奧匈多上不少。

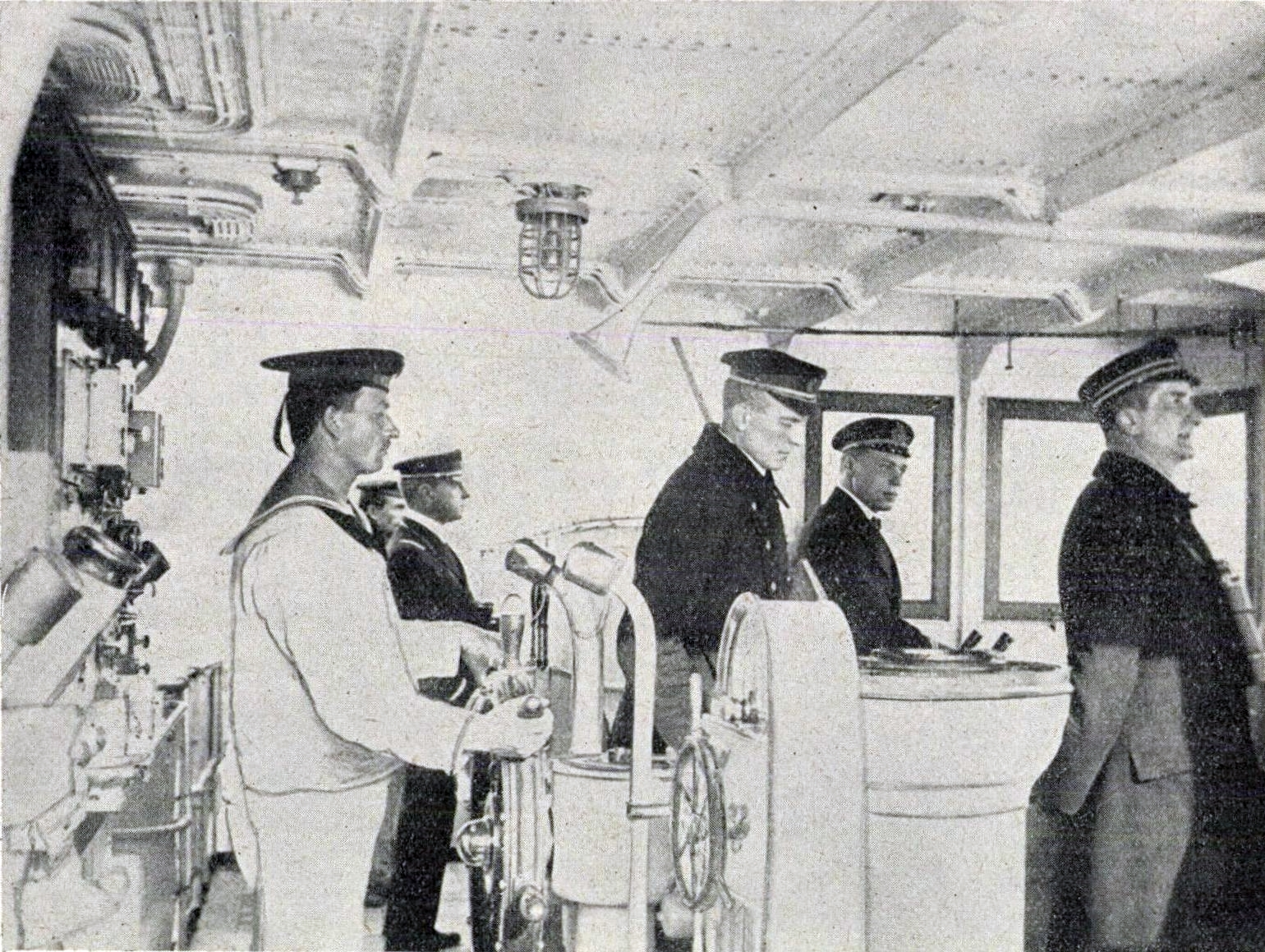
霍爾蒂在諾瓦拉號指揮戰役

奧匈偕同德國在7月8-9日發起了幾次進攻，但成果不大。奧匈帝國海軍總司令海軍上將馬克西米利安·涅戈萬上任後接受霍爾蒂的進攻建議－讓最現代和最快的戰艦，即巡洋艦SMS Novara、SMS Helgoland和SMS Saida，以及驅逐艦SMS Balaton和SMS Csepel ，參加這次攻擊。任命霍爾蒂制訂並指揮進攻計畫，霍爾蒂認為此次行動中的敵軍潛艇和遊艇不足為懼，真正的難關是四國協約國更為強大的艦隊，為此，他邀請了德國海軍參加行動，並讓空軍和科托灣的部隊當掩護。1917年5月14日傍晚，奧匈艦隊兩兩成對駛出科托灣，他們將按照作戰計劃，守衛奧特朗託海閘的船隻被摧毀後，兩支艦隊將在阿爾巴尼亞南部的靈蓋特角會師，然後一起返回港口。
隔日清晨，霍爾蒂率領的三艘巡洋艦和兩艘驅逐艦到達戰場，擊沉十二艘巡邏艇，重挫10艘遊艇。同時，Csepel號和Balaton號分別帶領驅逐艦發現了由一艘義大利驅逐艦護送的貨運車隊。擊沉驅逐艦和兩艦護航隊後，兩艘驅逐艦向奧匈帝國的三艘巡洋艦駛去，目的是安全撤退和會師。但隨後，在距離指定攻擊點北方大約二十英里處，由兩艘英國巡洋艦和五艘意大利驅逐艦發起襲擊，霍爾蒂於上午 8 點 51 分與總部聯繫，要求部署預備部隊作為增援。戰鬥在9時18分打響，雙方開火時相距約八公里。由於奧匈艦隊配載的十厘米大砲射程已到達極限，霍爾蒂決定駛向敵方陣型正面衝突，有鑑於敵方的艦隊規模是自己的三倍，並配有更高射程的大砲，霍爾蒂決定利用人造霧干擾敵軍作戰，這是地中海史上首次使用人造霧。9點38分，協約部隊從濃霧中走近四公里半，隨後發生交火，霍爾蒂的對手從交火中撤退，佔據了對他們來說最理想的八公里距離，導致奧匈艦隊逐漸居下風。9點50分Heligoland號巡洋艦遭受重創，10點10分，一枚砲彈正中諾瓦拉號指揮中心，霍爾蒂被五枚砲彈碎片重傷，他的頭部受重創，腿被刺穿 ，他的海軍軍官帽被扯成碎片黏在砲彈上，而且暫時失去了左耳聽力，副駕駛羅伯特·蘇博里茨當場英勇犧牲。霍爾蒂命令手下把他抬到擔架下，繼續親自指揮艦隊的攻擊，在霍爾蒂精湛的指揮和趕來的預備援軍的努力下，奧匈艦隊逐漸恢復安全，但霍爾蒂也因失血過多和休克而昏迷。

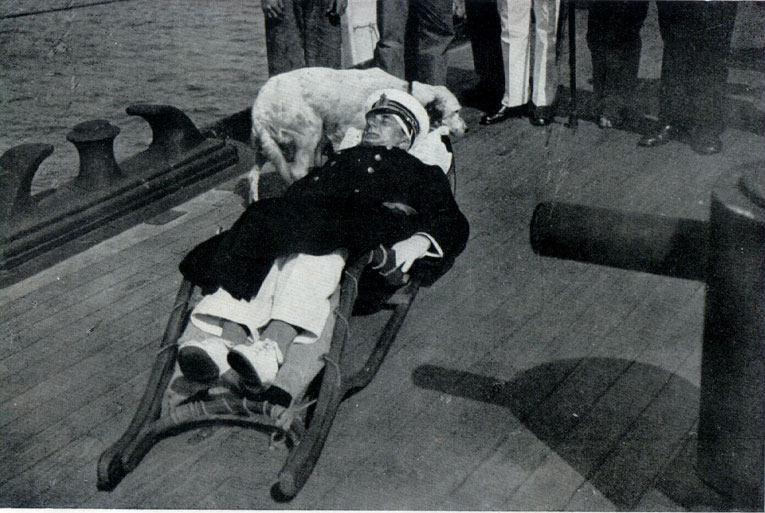
霍爾蒂在戰役中負傷

在撤退時，協約艦隊已無法對奧匈艦隊進行有效的攻擊，奧匈艦隊和協約艦隊認為這場戰役已經落幕了，但協約國艦隊卻得到了意料之外的增援——三艘巡洋艦和八艘驅逐艦，協約國艦隊指揮官阿爾弗雷多·阿克頓信心大增，在11點35分下達了追擊奧匈艦隊的命令，但也因此落入霍爾蒂的圈套，霍爾蒂已從昏迷中甦醒，並讓敵軍計畫無果而終。阿克頓只好下令到達布林迪西，12點05分到達布林迪西時意料之外遭到聯合德國援軍及空軍的奧匈艦隊圍剿，一艘法國驅逐艦被擊沉，有人數優勢的協約國不敵霍爾蒂的戰術，最終逃之夭夭。